# Phocides pigmalion
Phocides pigmalion là một loài bướm ngày thuộc họ Bướm nhảy. Chúng được tìm thấy dọc theo bán đảo Florida và quần đảo Florida Keys, phía nam dọc theo quần đảo Tây Ấn và México tới Argentina. Một số cá thể bị mất phương hướng có thể còn được tìm thấy ở Nam Carolina.

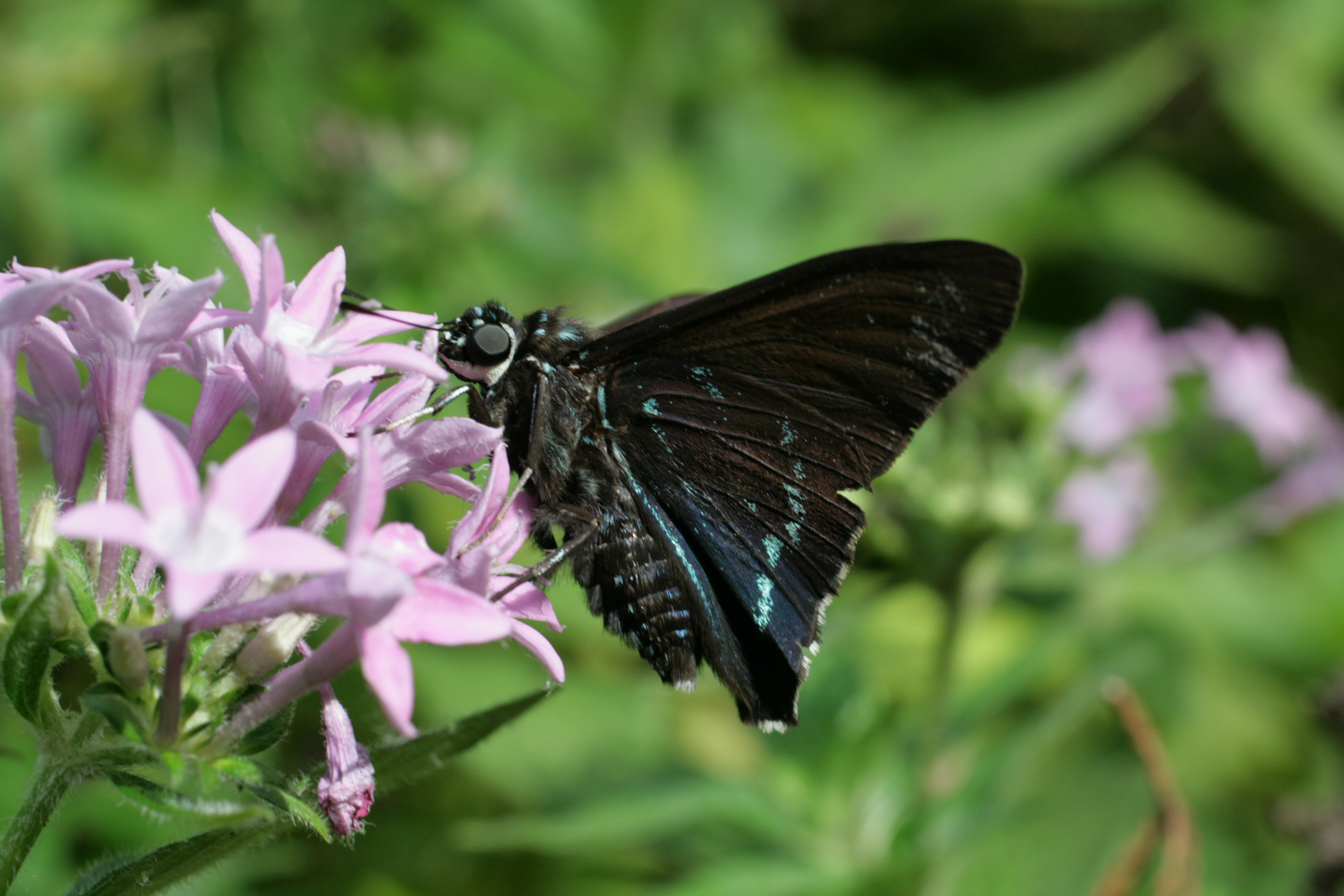

Sải cánh: dài 48–70 mm. Con trưởng thành mọc cánh từ tháng 11 đến tháng 8 ở miền nam Florida.
Ấu trùng ăn loài Rhizophora mangle. Con trưởng thành ăn mật hoa của nhiều loại thực vật khác nhau, bao gồm các loại cây ngập mặn, Scandix pecten-veneris, cam quýt và hoa giấy.

## Phân loài
- Phocides pigmalion pigmalion (Surinam, Colombia, Peru, Brasil)
- Phocides pigmalion bicolora (Haiti)
- Phocides pigmalion batabano (Cuba, các vùng nhiệt đới ở Châu Mỹ)
- Phocides pigmalion okeechobee (Florida)
- Phocides pigmalion hewitsonius (Brasil (Amazon), Perú, Bolivia)
- Phocides pigmalion batabanoides (Bahamas)

## Hình ảnh

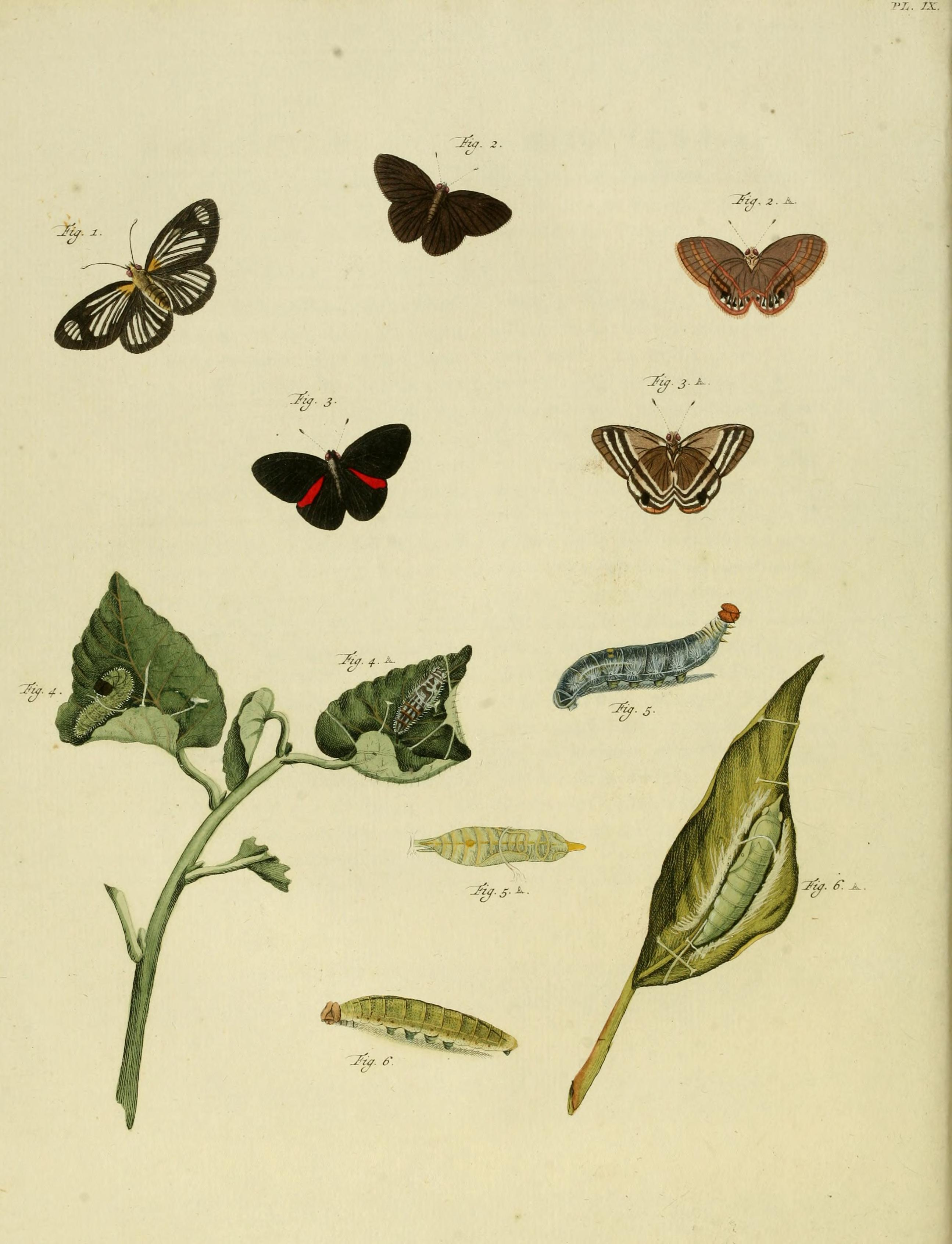
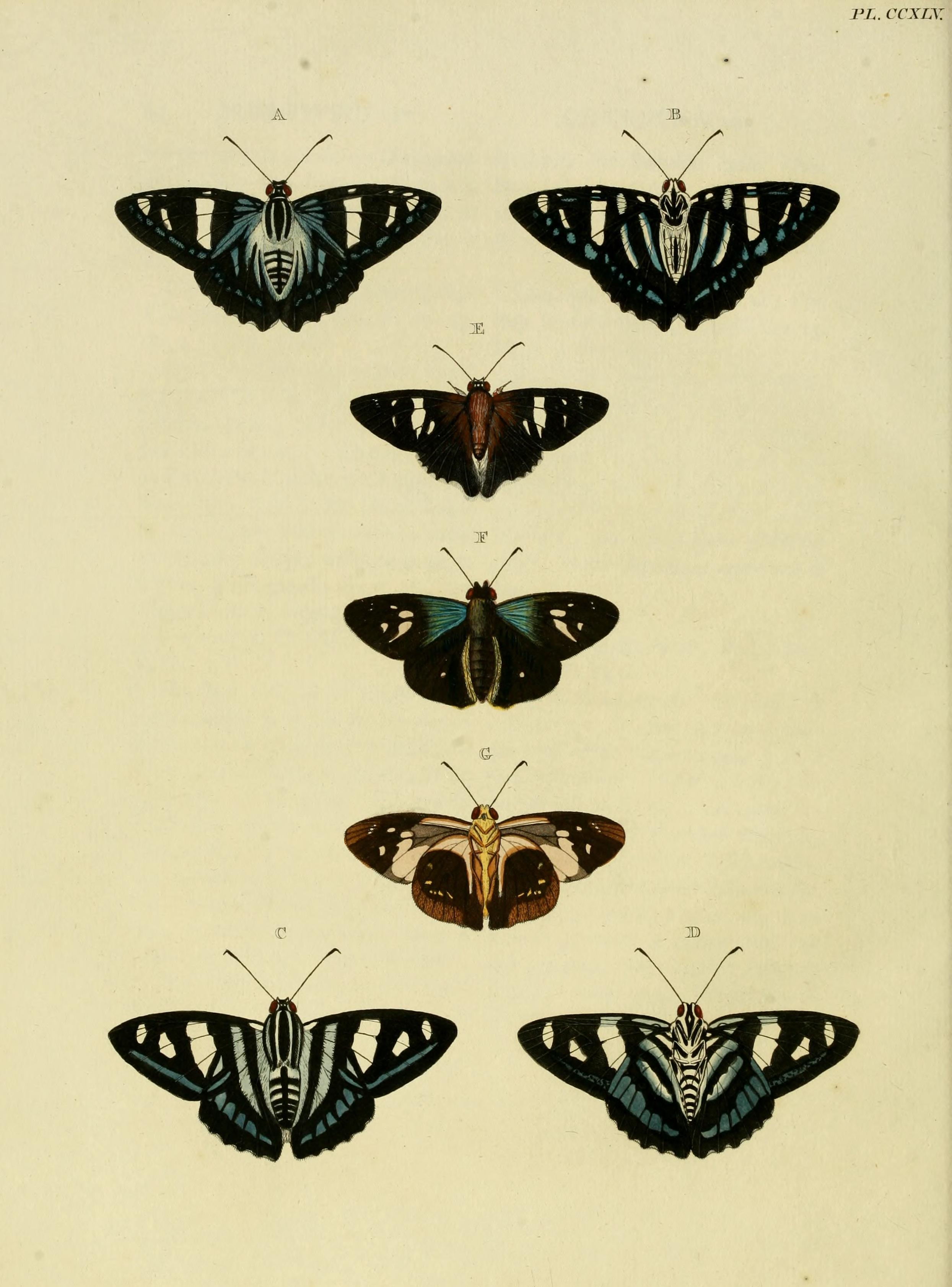
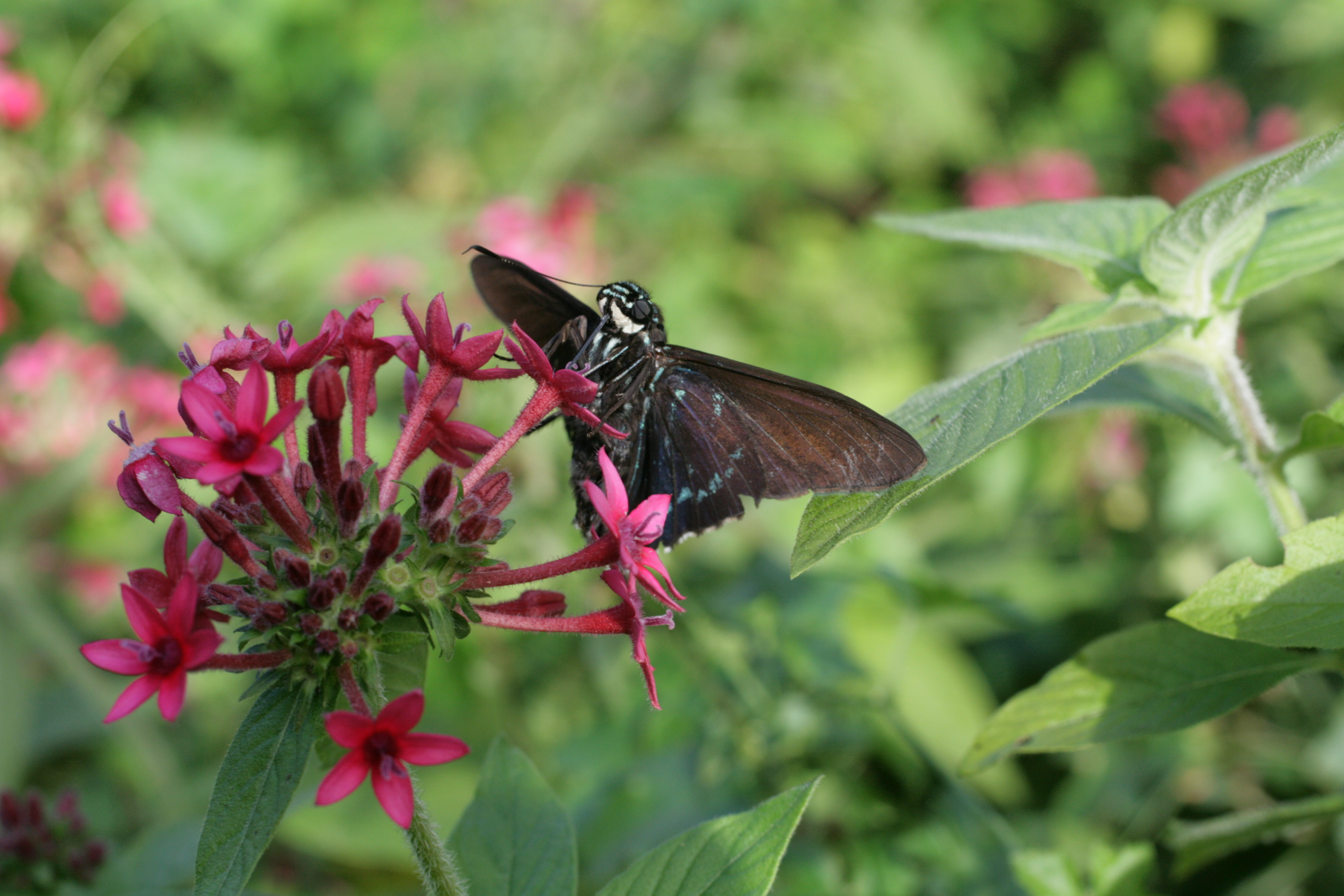
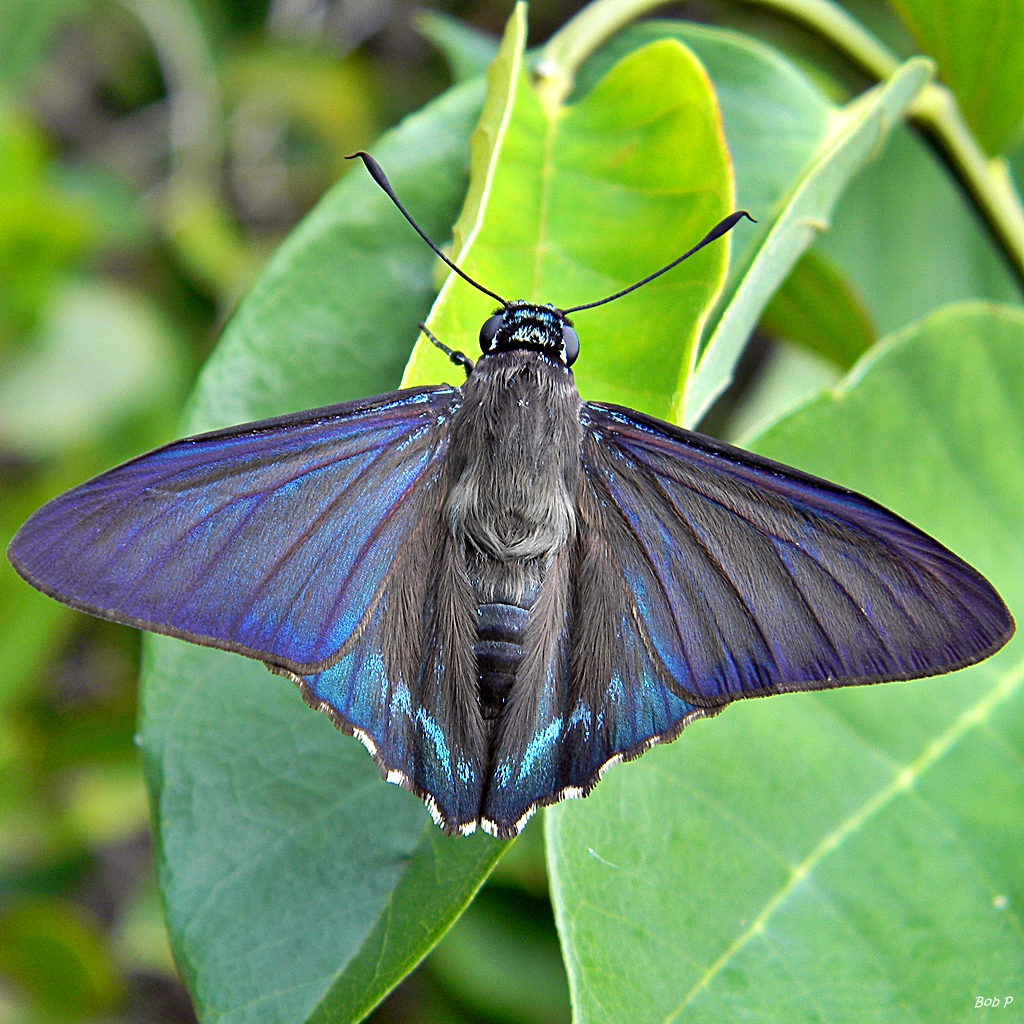